# Greux
Greux é uma comuna francesa na região administrativa de Grande Leste, no departamento de Vosges. Estende-se por uma área de 8,04 km². Em 2010 a comuna tinha 159 habitantes (densidade: 19,8 hab./km²).